# Kham Fu
Phaya Kham Fu (Thai: คำฟู, auch Kham Phu oder Kamphu; * im 13. Jahrhundert in Chiang Kham; † 1336 in Chiang Saen) war zwischen 1334 und 1336 der vierte König von Lan Na und Nachfolger von König Saen Phu.
Aus strategischen Gründen residierte Kham Fu im Norden seines Reiches in Chiang Saen. Er ernannte seinen Sohn Phayu zum Kommandanten und Verwalter von Chiang Mai, der eigentlichen Hauptstadt von Lan Na.
Kham Fu gelang es, Lan Na gen Osten hin zu erweitern, was als wachsende Stärke des Reiches angesehen werden kann. Er nahm zunächst Phayao ein. Später griff er auch Phrae an, konnte es aber nicht besiegen.
Kham Fu starb 1336 in Chiang Saen. Seine Asche wird in einem von seinem Sohn Phayu erbauten Chedi im Wat Phra Singh in Chiang Mai  aufbewahrt.